# Сент Лагијев метод
Сент Лагијев метод (фр. méthode de Sainte-Laguë) је начин расподеле посланичких мандата приликом вишепартијских избора. Назив је добио по свом аутору, француском математичару, Андре Сент Лагију (фр. André Sainte-Laguë).

## Расподела
Након одређивања броја гласова, за сваку листу се рачунају просеци или количници. Формула за количник је {\displaystyle {\frac {V}{2s+1}}} где је
- - број гласова које је листа добила а
- - број мандата које је листа добила до сада (у почетку, 0 за све листе).

Она листа која има највећи количник добија следећи мандат, а количници се поново рачунају, узимајући у обзир до тада додељене мандате. Поступак се понавља док се не расподеле сви мандати.

## Пример
У овом примеру, десет мандата се расподељује на три странке:
| Место | Странка А | Странка Б | Странка В |
| ----- | --------- | --------- | --------- |
| 1     | 50000     | 42000     | 19000     |
| 2     | 16666     | 42000     | 19000     |
| 3     | 16666     | 14000     | 19000     |
| 4     | 16666     | 14000     | 6333      |
| 5     | 10000     | 14000     | 6333      |
| 6     | 10000     | 8400      | 6333      |
| 7     | 7142      | 8400      | 6333      |
| 8     | 7142      | 6000      | 6333      |
| 9     | 5555      | 6000      | 6333      |
| 10    | 5555      | 6000      | 3800      |

## Употреба
Сент-Лагијев се користи на парламентарним изборима земаља као што су: Ирак, Нови Зеланд, Норвешка, Шведска, Босна и Херцеговина, Летонија итд.